# カルロヴィ・ヴァリ - マリアーンスケー・ラーズニェ線 (チェコ)
カルロヴィ・ヴァリ〜マリアーンスケー・ラーズニェ線（チェコ語;Železniční trať Karlovy Vary – Mariánské Lázně）は、チェコ国鉄の鉄道線の名称である。路線番号は149。
本線にあたるカルロヴィ・ヴァリ - マリアーンスケー・ラーズニェ間は、1898年、帝立王立国有鉄道の路線として開業した。支線にあたるクラスニー・イェズ - ホルニー・スラヴコフ間は、1901年に開業した。支線の方は、2015年以前は161号線の一部で、大部分がジルチツェ・ラコヴニーク方面に直通していた。

## 運行形態
- カルロヴィ・ヴァリ下駅 - マリアーンスケー・ラーズニェ間　　※GW Train Regio社による運行
各駅停車が、2時間に1本程度運行する。ただしカルロヴィ・ヴァリ～ベチョフ・ナド・テプロウ間の区間運転も多く、この区間は1～2時間間隔での運行となる。
2019年以前は、チェコ鉄道による運行であった。
- クラスニー・イェズ - ホルニー・スラヴコフ間　　※チェコ鉄道による運行
夏季の休日のみ、一日5往復の運行。うち1往復のみ、142号線に直通し、カルロヴィ・ヴァリ発着となる。

## 駅一覧
以下では、チェコ国鉄149号線の駅と営業キロ、停車列車、接続路線などを一覧表で示す。なお、全て各駅停車である。

### カルロヴィ・ヴァリ下駅 - マリアーンスケー・ラーズニェ間
| 路線名 | 駅名                                               | 駅間営業キロ | 累計営業キロ | 接続路線                        | 所在地               | 所在地               |
| ------ | -------------------------------------------------- | ------------ | ------------ | ------------------------------- | -------------------- | -------------------- |
| 149    | マリアーンスケー・ラーズニェ駅                     | -            | 0.0          | 178号線（ヘブ方面、プラハ方面） | カルロヴィ・ヴァリ州 | ヘブ郡               |
| 149    | マリアーンスケー・ラーズニェ町駅                   | 2.4          | 2.4          |                                 | カルロヴィ・ヴァリ州 | ヘブ郡               |
| 149    | ヴルコヴィツェ駅                                   | 4.5          | 6.9          |                                 | カルロヴィ・ヴァリ州 | ヘブ郡               |
| 149    | ミルホストフ・ウ・マリアーンスキーフ・ラーズニー駅 | 2.7          | 9.6          |                                 | カルロヴィ・ヴァリ州 | ヘブ郡               |
| 149    | オヴェスネー・クラドルビ駅                         | 2.1          | 11.7         |                                 | カルロヴィ・ヴァリ州 | ヘブ郡               |
| 149    | ムラーゾフ駅                                       | 3.8          | 15.5         |                                 | カルロヴィ・ヴァリ州 | ヘブ郡               |
| 149    | テプラー駅                                         | 3.2          | 18.7         |                                 | カルロヴィ・ヴァリ州 | ヘブ郡               |
| 149    | ホシチェツ駅                                       | 2.4          | 21.1         |                                 | カルロヴィ・ヴァリ州 | ヘブ郡               |
| 149    | ポウトノフ駅                                       | 3.5          | 24.6         |                                 | カルロヴィ・ヴァリ州 | ヘブ郡               |
| 149    | ロウカ・ウ・マリアーンスキーフ・ラーズニー駅       | 2.5          | 27.1         |                                 | カルロヴィ・ヴァリ州 | ソコロフ郡           |
| 149    | ベチョフ・ナド・テプロウ駅                         | 6.1          | 33.2         | 161号線                         | カルロヴィ・ヴァリ州 | カルロヴィ・ヴァリ郡 |
| 149    | ヴォドナー駅                                       | 2.9          | 36.1         |                                 | カルロヴィ・ヴァリ州 | カルロヴィ・ヴァリ郡 |
| 149    | クラースニー・イェズ駅                             | 1.5          | 37.6         | ホルニー・スラヴコフ方面        | カルロヴィ・ヴァリ州 | カルロヴィ・ヴァリ郡 |
| 149    | クラースニー・イェズ停留所                         | 0.9          | 38.5         |                                 | カルロヴィ・ヴァリ州 | カルロヴィ・ヴァリ郡 |
| 149    | テプリチカ・ウ・カルロヴィーフ・ヴァルー駅         | 3.3          | 41.8         |                                 | カルロヴィ・ヴァリ州 | カルロヴィ・ヴァリ郡 |
| 149    | クフェリ駅                                         | 1.2          | 43.0         |                                 | カルロヴィ・ヴァリ州 | ソコロフ郡           |
| 149    | チヘルニ駅                                         | 2.7          | 45.7         |                                 | カルロヴィ・ヴァリ州 | カルロヴィ・ヴァリ郡 |
| 149    | カルロヴィ・ヴァリ・ブルジェゾヴァー駅             | 2.7          | 48.4         |                                 | カルロヴィ・ヴァリ州 | カルロヴィ・ヴァリ郡 |
| 149    | ドウビー・ウ・カルロヴィーフ・ヴァルー駅           | 1.5          | 49.9         |                                 | カルロヴィ・ヴァリ州 | カルロヴィ・ヴァリ郡 |
| 149    | カルロヴィ・ヴァリ下駅                             | 3.4          | 53.3         | 142号線                         | カルロヴィ・ヴァリ州 | カルロヴィ・ヴァリ郡 |

### クラスニー・イェズ - ホルニー・スラヴコフ間
| 路線名 | 駅名                               | 駅間営業キロ | 累計営業キロ | 接続路線                                               | 所在地               | 所在地             |
| ------ | ---------------------------------- | ------------ | ------------ | ------------------------------------------------------ | -------------------- | ------------------ |
| 149    | マリアーンスケー・ラーズニェ駅     | -            | 0.0          | カルロヴィヴァリ方面、マリアーンスケー・ラーズニェ方面 | カルロヴィ・ヴァリ州 | カルロヴィヴァリ郡 |
| 149    | ホルニー・スラヴコフ・コウニツェ駅 | 6.1          | 6.1          |                                                        | カルロヴィ・ヴァリ州 | ソコロフ郡         |